# Nyaa Torrents
Nyaa Torrents (nominato dall'onomatopea giapponese per il miagolio di un gatto) è un sito web BitTorrent incentrato su media dell'Asia orientale (Giappone, Cina e Corea). È uno dei più grandi indici di torrent dedicati agli anime pubblici.

## Storia
Nel 2011, alcuni utenti del sito sono stati accusati di violazioni del copyright. Il sito è stato oggetto di un grosso attacco DDoS all'inizio di settembre 2014.
All'inizio del 2017, la popolarità di Nyaa si è classificata intorno al 1000° sito web più popolare su Internet.
Il 1º maggio 2017, i domini .se, .eu e .org del sito sono stati disattivati, i moderatori del sito hanno successivamente confermato che il proprietario li ha rimossi volontariamente. Nelle settimane successive furono creati numerosi cloni, parzialmente basati sul codice di Nyaa e sul database dei torrent, usando ciascuna "nyaa" nel suo nome.
A metà del 2017 TorrentFreak ha riferito che Goodlabs, con sede in Germania, ha creato una versione falsa del sito .eu nel tentativo di diffondere malware.
A partire dalla metà del 2018, le due principali fork sopravvissute avevano i domini .si e .cat. All'inizio del 2019, i domini .si e .cat di Nyaa sono stati classificati rispettivamente intorno al 500° e al 12.000° nella classifica dei siti web più popolari su Internet.